# Richard Stoehr
Richard Stoehr (Viena, Àustria, 11 de juny de 1874 - Montpelier, Vermont, Estats Units, 11 de desembre de 1967) fou un compositor austríac.
Estudià medicina en la seva ciutat natal, doctorant-se el 1898; però a partir de llavors es dedicà exclusivament a la música i, després d'haver cursat alguns anys en el Conservatori de Viena, tenint com a mestre Robert Fuchs, el 1904 fou nomenat professor d'Harmonia i de formes musicals en el mateix establiment.

## Stoher i la invasió nazi d'Àustria
Immediatament després de les tropes alemanyes van entrar a Àustria el 13 de març 1938, una unitat d'intel·ligència de les SS es troba en l'Acadèmia estatal. En els primers dies, el director interí va suspendre 11 professors, en virtut de les lleis racials de Nuremberg, no tenien el dret a jurar lleialtat a Hitler causa del seu origen jueu. Una llista de talls de data maig 1938 conté els noms dels 23 professors que ja no anaven a ser emprats per raó de la seva raça. Diversos dels professors se'ls va permetre emigrar. El destí de diversos altres professors es desconeix.
El 31 de maig, el director també acaba tots els contractes existents, la majoria dels quals eren renovables anualment. Aquest pas li va donar a les autoritats l'oportunitat d'examinar l'ascendència i la lleialtat política de tots els mestres. Els que no se'ls va donar un nou contracte a la tardor no van ser considerats han estat ferits i, per tant, no tenien dret a una indemnització. Amb tot, aquests acomiadaments per motius racials, polítics o fins i tot personals afectats gairebé el cinquanta per cent dels mestres.
Al febrer de 1939 Richard Stöhr va emigrar als Estats Units. Des d'aquest moment fins al final de la seva vida ell va utilitzar la paraula alternativa del seu nom: Stoehr. Va ser contractat per l'Institut de Música Curtis a Filadèlfia inicialment com a bibliotecari de la música i, posteriorment, per ensenyar cursos de teoria i composició. Leonard Bernstein va ser un dels seus alumnes de Curtis. Stoehr també va ser contractat per traduir part de la Col·lecció Burrell de les cartes de Richard Wagner. Curtis va reduir la seva facultat el 1941 a causa de la guerra i Stoehr va ser acomiadat del seu lloc allà. Ràpidament va trobar una altra posició en el Col·legi de Sant Miquel (Vermont), a continuació, a Winooski Park, ara a Colchester, VT. Allà va ensenyar llengua alemanya, així com cursos de música. El Col·legi no estava en condicions de pagar un sou a temps complet, pel que Stoehr va ser assistit almenys una organització ajuda als refugiats. Stoehr va continuar component prolíficament durant els seus anys en els EUA en els principals gèneres clàssics, excepte l'òpera. Cap de les nombroses composicions dels seus anys dels Estats Units mai es va publicar.
Com ja s'ha dit compositor fecund, va produir gran nombre d'obres, i en quasi tots els gèneres, les obres que va produir. Cal mencionar principalment:
- Serenata, i dos Simfonies per a orquestra;
- Fantasies per a orquestra i orgue;
- Concert per a trompeta i orgue;
- Suite per a instruments de corda;
- un Octet per a instruments d'arc i de vent;
- un Nonet pels mateixos instruments i arpa;
- un Quintet i un Trio per a instruments d'arc i piano;
- un Quartet per a instruments d'arc;
- Fantasia per a piano i violoncel;
- Sonata per a violí;
- Sonata per a orgue, i diverses peces per a piano;
- Das Klostergrab, per a cor d'homes i orquestra;
- Johannisfeier per a cor, orgue i orquestra;
- Der Lsknecht i Abendritt, per a cor i orquestra;
- diversos cors amb acompanyament de piano i a cappella;
- duos amb tiple i contralt, per a tiple i tenor; melodies vocals per a una veu, etc.

A més, va publicar els tractats Praktischer Leitfaden der Harmonielehre (Leipzig, 1911); Praktischer Leitfaden des Kontrapunkts (Hamburg, 1913); Modulationslehre.